# مصطفى سيك
مصطفى سيك (بالإسبانية: Moustapha Seck)‏ هو لاعب كرة قدم إسباني في مركز الدفاع، ولد في 23 فبراير 1996 في داكار في السنغال. لعب مع نادي إمبولي ونادي روما ونادي لاتسيو ونادي نوفارا.

## وصلات خارجية
- مصطفى سيك على موقع قاعدة بيانات كرة القدم.إي يو (الإنجليزية)
- مصطفى سيك على موقع Soccerway.com (الإنجليزية)
- مصطفى سيك على موقع عالم كرة القدم.نت (الإنجليزية)
- مصطفى سيك على موقع AS.com (الإسبانية)